# Priyoso
Priyoso is een bestuurslaag in het regentschap Lamongan van de provincie Oost-Java, Indonesië. Priyoso telt 576 inwoners (volkstelling 2010).